# Brünn-Rossitzer Eisenbahn
Die k.k. a. priv. Brünn-Rossitzer Eisenbahn (B.R.E.) war ein privates Eisenbahnunternehmen in Österreich, dessen Strecken im heutigen Tschechien lagen. Die Hauptstrecke der Gesellschaft führte in Mähren von Brünn über Rossitz nach Segen Gottes.

## Geschichte
Etwa 20 Kilometer westlich von Brünn liegt im Rossitzer Becken eine bedeutende Steinkohlenlagerstätte. Die beginnende Industrialisierung und der Betrieb der neuen Eisenbahnen führten Mitte des 19. Jahrhunderts zu einem immer größeren Bedarf an hochwertiger Steinkohle. Die Eigner der Bergwerke in Oslawan, Zbeschau und Neudorf ersuchten schließlich um die Konzession für den Bau einer Eisenbahn, um den umständlichen Transport mit Pferdefuhrwerken abzulösen.
Die Konzession für eine Lokomotiveisenbahn von Brünn nach Rossitz nebst verschiedenen mit Pferden betriebenen Zweigbahnen erhielten Ernst Johann Ritter von Herring, Johann Müller und Anton Rahn am 15. Jänner 1854. Das Aktienkapital der 1854 gegründeten Aktiengesellschaft belief sich auf insgesamt 888.500 Gulden. Ausgegeben wurden 1777 Stammaktien zu 500 Gulden und 10.500 Prioritätsaktien zu 200 Gulden.
Den Bau der Strecke übernahm die Firma M. Fröhlich & A. Stein. Am 2. Jänner 1856 wurde die Strecke von Brünn nach Rossitz provisorisch für den Güterverkehr eröffnet. Die offiziellen Feierlichkeiten zur Inbetriebnahme der gesamten Strecke bis Segen Gottes fanden am 30. Juni 1856 statt, einen Tag später wurde der planmäßige Personenverkehr aufgenommen.
Am 10. August 1862 wurde noch die Zweigbahn bis zum Simson-Schacht in Zbeschau eröffnet. Letzte Erweiterung war noch die Schleppbahn von Zbeschau bis zum Annen-Schacht, die am 5. Jänner 1873 in Betrieb ging.
Ab 1859 beabsichtigte die k.k. priv. Österreichische Staatseisenbahngesellschaft den Bau einer eigenen Strecke Wien–Brünn. Das endgültige Projekt sah die Mitnutzung der Hauptstrecke der BRE von Brünn bis zur Butscheiner Mühle bei Strelitz vor. Im Jahr 1863 erwarb die StEG 256 Stammaktien und 10.900 Prioritätsaktien der Brünn-Rossitzer Eisenbahn und erlangte damit einen bestimmenden Einfluss auf die Unternehmenspolitik. Mit der Fertigstellung ihrer Strecke Wien–Brünn im November 1870 schloss die StEG mit der BRE einen Betriebsvertrag, wonach die StEG die Betriebsführung auf dem gesamten Streckennetz der BRE gegen Pacht übernahm. Den Abschnitt von Brünn nach Strelitz baute die StEG bis 1871 zweigleisig aus. 
In den Folgejahren erwarb die StEG weitere Aktien der BRE, eine vollständige Übernahme war aus verschiedenen Gründen zunächst nicht möglich. Erst als am 21. Juli 1876 der Staat die Fusion zwingend forderte, kam es zu Verhandlungen, die am 16. April zu einem Übereinkommen mit den verbliebenen Aktionären führte. Der Reichsrat genehmigte die Fusion am 7. Juni 1877, wogegen allerdings die ausschließlich privilegierte Kaiser Ferdinands-Nordbahn (KFNB) Einspruch erhob. Erst am 11. März 1879 erzielte man eine Einigung und die Fusion trat rückwirkend zum 1. Jänner 1879 in Kraft. Strecken und Fahrzeuge kamen ins Eigentum der StEG.
Nach der Verstaatlichung der StEG 1909 kamen die ehemaligen Strecken der BRE in Staatsbesitz.

## Strecken
Das Streckennetz der Brünn-Rossitzer Eisenbahn hatte eine Betriebslänge von 30,174 Kilometer und gliederte sich in die Hauptstrecke und den Zweigbahnen zu den Kohleschächten im Rossitzer Revier.
- Brünn Rossitzer Bahnhof–Strelitz–Rossitz–Segen Gottes (23,207 km)
- Segen Gottes–Zbeschau (5,715 km)
- Schleppbahn zu den Kohleschächten (1,491 km)

Die Hauptstrecke von Brünn nach Segen Gottes besteht noch. Sie ist heute Teil der Strecken (Wien–) Hevlín–Brno und Střelice–Okříšky.

## Fahrbetriebsmittel
Die BRE hatte 1869 für ihre Strecken fünf Schlepptenderlokomotiven im Bestand, die bis 1863 von österreichischen Herstellern geliefert wurden. Sie trugen Namen nach Orten des Bahngebietes, aber keine Nummern. Dazu kamen sechs Personenwagen, zwei Gepäckwagen sowie 91 offene und sieben gedeckte Güterwagen.
| Lokomotiven der Brünn–Rossitzer Eisenbahn | Lokomotiven der Brünn–Rossitzer Eisenbahn | Lokomotiven der Brünn–Rossitzer Eisenbahn | Lokomotiven der Brünn–Rossitzer Eisenbahn | Lokomotiven der Brünn–Rossitzer Eisenbahn | Lokomotiven der Brünn–Rossitzer Eisenbahn | Lokomotiven der Brünn–Rossitzer Eisenbahn | Lokomotiven der Brünn–Rossitzer Eisenbahn |
| Namen                                     | Bild                                      | Anzahl                                    | Hersteller                                | Baujahr                                   | Bauart                                    | StEG-Nr. (1870)                           | StEG-Nr. (1891)                           |
| ----------------------------------------- | ----------------------------------------- | ----------------------------------------- | ----------------------------------------- | ----------------------------------------- | ----------------------------------------- | ----------------------------------------- | ----------------------------------------- |
| ROSSITZ ZBESCHAU OSLAVAN BRÜNN            |                                           | 4                                         | Lokomotivfabrik der StEG, Wien            | 1855–1857                                 | C n2                                      | IVi 701–704                               | 3101–3103                                 |
| PADOCHAU                                  |                                           | 1                                         | Wiener Neustädter Lokomotivfabrik         | 1863                                      | C n2                                      | IVi 705                                   | 3104                                      |